# Červenica
Červenica este o comună slovacă, aflată în districtul Prešov din regiunea Prešov. Localitatea se află la altitudinea de 578 m deasupra n.m., se întinde pe o suprafață de 17,8 km2 și în 2017 număra 958 de locuitori. Se învecinează cu comuna Lúčina.

## Istoric
Localitatea Červenica este atestată documentar din 1427.

## Demografie
| An:                | 1994 | 2004    | 2014    | 2024    |
| ------------------ | ---- | ------- | ------- | ------- |
| Număr de persoane: | 585  | 759     | 918     | 1099    |
| Diferență:         |      | +29,74% | +20,94% | +19,71% |

| An:                | 2023 | 2024   |
| ------------------ | ---- | ------ |
| Număr de persoane: | 1093 | 1099   |
| Diferență:         |      | +0,54% |